# Oreti Beach
Oreti Beach ist die mittlere von drei Buchten an der Foveaux Strait an der Südküste der Region Southland auf der Südinsel Neuseelands. Die beiden anderen Buchten sind die Te Waewae Bay und die Toetoes Bay. 
Die Bucht ist 26 km lang und erstreckt sich zwischen Riverton/Aparima und der Mündung Aparima River im Nordwesten und der Mündung des Ōreti River im Südosten. 
Die Stadt Invercargill liegt am Ōreti River 5 km östlich der Bucht. Ein kleiner gleichnamiger Ort liegt an der Küste der Bucht westlich von Invercargill.
Der Oreti Beach ist eine Station auf der Southern Scenic Route.
Koordinaten: 46° 24′ S, 168° 8′ O